# 從屬差異定義
從屬差異定义是内涵定义的一种 ，它由两部分组成： 
1. 属 （或科）：作为新定义一部分的现有定义；具有相同属性的所有定义均被视为该属的成员。
2. 差异 ：同属中未有提供的定义部分。

以下两个定义為例： 
- 三角形 ：具有三个直线边界的平面图形。
- 四边形 ：具有四个笔直边界的平面图形。

这些定义可以表示为一个属和两个不同之处 ： 
1. 一属 
  - 三角形和四边形的种类 ：“平面图形”
2. 两个区别 ： 
  - 三角形的差异 ：“具有3个笔直的边界边”。
  - 四边形的差异 ：“具有4个笔直的边界边”。

在亚里斯多德 （384-322 BCE）之前，就使用属和差异来定义。 

## 区分与抽象
通过扩展现有定义来产生新定义的过程通常称为差异化 （也称为派生）。将现有定义的一部分本身用作新定义的反向过程称为抽象化；新的定义被称为抽象，這是已经从现有的定义中抽出来。 
例如，思考以下内容： 
- 正方形：四边形，其内角均为直角，且边界边均具有相同的长度。

该定义的一部分可能会被选中（在此处使用括号）： 
- 正方形：（ 四边形的内角均为直角 ），并且边界边的长度均相同。

在这一部分，可以形成一个抽象： 
- 矩形 ：四边形，其内角均为直角。

然后 ，定义正方形可以用该抽象作为其种类进行重塑： 
- 正方形 ：具有边界边且长度都相同的矩形 。

同样，定义正方形可以重新排列，另一部分可以单独选择： 
- 一个正方形 ：（ 一个四边形，其边界边都具有相同的长度 ），并且其内角均为直角。

导致以下抽象： 
- 菱形 ：四边形，其边界都具有相同的长度。

然后，定义正方形可以用该抽象作为其种类进行重塑： 
- 正方形 ：菱形，其内角均为直角。

其实，一个平方可以用两种抽象来重塑，其中一种充当屬，另一种充当區別： 
- 正方形 ： 一个菱形的矩形 。
- 正方形 ： 一個矩形的菱形 。

因此，抽象对于简化定义極為重要。

## 多重性
当多个定义適當配合時，则所有定义同时适用。因此，正方形是[a]矩形属和[a]菱形的成员。在这种情况下，将定义合并为一个属（并且没有差异，如下所示）來表示概念更為方便： 
- 正方形 ：一个矩形和一个菱形 。

或完全等如： 
- 正方形：菱形和矩形 。

一般来说， {\displaystyle n>1}等效定义（每个定义都用一个唯一的属表示）可以重新定义为用{\displaystyle n}属。 因此，以下内容： 
- a定义 ：属1是属2 ，是属3且是…且是属n-1且是属n ，具有一些非属差异性。
- a定义 ：属2 ，即属1 ，即属3 ，即… ，即属n-1 ，即属n ，具有一些非属差分。
- a定义 ：属3 ，即属1 ，即属2 ，即… ，即属n-1 ，即属n ，具有一些非属差异性。
- a定义 ：属n-1 ，即属1和2 ，属3和… ，即n ，具有一些非属差异性。
- a定义 ：属n ，它是属1 ，是属2 ，是属3 ，并且是… ，是属n-1 ，具有一些非属差异。

可以重塑为： 
- 定义 ：一个属1和一个属2和一个属3和一个…以及一个属n-1和一个属n ，它们具有一些非属差分。

## 结构体
定义的属提供了一种指定is-a关系的方法 ： 
- 正方形是矩形，是四边形，是平面图，是…
- 正方形是菱形，是四边形，是平面图，是…
- 正方形是四边形，是平面图，是…
- 正方形是平面图，是一个…
- 正方形是…

定义的差异的非属部分提供了一种指定具有关系的方法 ： 
- 正方形的内角为直角。
- 正方形具有笔直的边界面。
- 一个正方形有一个…

当用属和差異构造定义系统时，可以将定义视为形成有向无环图；最笼统的定义是 ;沿着思考路径每个节点有更多的區化（或多个派生），并且没有一个节点接替為一个大多数分化（或派生）定义。 
當定義S是其每個接替定義時（即S至少具有一個接替定義，而S的每個直接接替定義是最有區別的定義），那麼S通常被稱為其每個接替的種類物，S的每個直接後代通常被稱為S物種的個體（或實體）；也就是說，一個人的屬稱為該人的種類。此外，個體的差異被同義地稱為該個體的身份。例如，思考以下定義： 
- 約翰·史密斯（John Smith）：一個名為“約翰·史密斯”的人。

在这种情况下： 
- 整個定義是個人的;也就是說，約翰·史密斯是一個人。
- 約翰·史密斯（“人類”）的屬可以同義地稱為約翰·史密斯的種；也就是說，約翰·史密斯（John Smith）是人類的個體。
- 約翰·史密斯的不同之處（即“約翰·史密斯”的名字）可以被同稱為約翰·史密斯的身份。就是說，約翰·史密斯（John Smith）是通過“約翰·史密斯”（John Smith）這個名字“約翰·史密斯（John Smith）”的人而在同一物種的其他個體中被識別的。

如在該示例中一樣，身份本身（或其一部分）經常用於指代整個個體，這種現像在語言學中被稱為對句法的理解。 

## 參看
- 定義
- 概念